# 遠西奇器圖說錄最
《遠西奇器圖說錄最》（常簡稱作《奇器圖說》）是由德國耶穌會會士鄧玉函口譯，由明末士人王徵筆述繪圖的一部西洋機械百科全書，於1627年出版，是首部為中國介紹西方機械知識的作品，有中國「第一部機械工程學著作」之稱。

## 背景與意義
鄧玉函本身習醫，也是一個博學家，與伽利略同屬猞猁之眼學院（Accademia dei Lincei）院士。1619年來華，於澳門停留兩年後，到杭州傳教。1623年抵北京，1629年，經徐光啟推薦在歷局任職。至於王徵本人自幼就熱衷工藝奇器，他曾在《兩理略自序》道：「顧頗好奇，因書傳所載化人奇肱，璇璣指南，乃諸葛氏木牛流馬，更枕、石陣、連弩諸奇制，每欲臆仿而成之。」原本信奉佛教的他，於萬曆四十四年（1616年）與耶穌會教士龐迪我見面，後來隨之學習天主教教義，最後領洗入教。傳教士東來之時，他亦曾向龍華民、鄧玉函、湯若望請教論學，精進學識。
王徵本身已有算學功底，他僅用數日就通曉了「度數之學」的梗概，有助翻譯《遠西奇器圖說錄最》。其後，他與鄧玉函合作編譯一個月，最後終於在天啓七年正月（1627年2月或3月）譯畢《遠西奇器圖說錄最》三卷。同年7月，《遠西奇器圖說錄最》與《諸器圖說》合刻於揚州。
在《遠西奇器圖說錄最》中，不少機械工程名詞皆由王徵翻譯時所新創，並為後世所襲用，如「重心」、「槓桿」、「齒輪」，足見此書的重要。至於插圖方面，此書特別的地方是意大利工程師阿戈斯蒂諾·拉梅利（Agostino Ramelli）及維托里奧·宗卡（Vittorio Zonca），以及法國工程師雅克·貝松（Jacques Besson）的作品複製於此譯本中。儘管是以中國風格繪畫，但描繪歐洲機械的插圖畫得相當準確。

## 資料來源
1. ↑  李文、戴吾三（2003年）：〈清华大学图书馆藏《远西奇器图说录最》介绍〉，《文獻季刊》，第三期
2. ↑  Deacy, p.182  （页面存档备份，存于）
3. ↑  鄒振環：〈晚明尚「奇」求「俗」文化中的《遠西奇器圖說錄最》〉
4. ↑  .   [2013-01-20]. （原始内容存档于2011-06-07）.
5. 1 2  Baigrie, p.23
6. ↑  Needham, p.214  （页面存档备份，存于）
7. ↑  Needham, p.212